# Outtersteene Communal Cemetery Extension
Outtersteene Communal Cemetery Extension is een Britse militaire begraafplaats met gesneuvelden uit de Eerste en Tweede Wereldoorlog, gelegen in het Frans-Vlaamse gehucht Outtersteene in de gemeente Belle. De begraafplaats werd ontworpen door Herbert Baker en wordt onderhouden door de Commonwealth War Graves Commission. Ze werd aangelegd naast de gemeentelijk begraafplaats aan de noordoostrand van het dorpscentrum, langs de weg naar Belle. Centraal op de begraafplaats staat de Stone of Remembrance en achteraan het Cross of Sacrifice. 
Er worden 1.465 doden herdacht, waaronder 522 niet geïdentificeerde.

## Geschiedenis
Outtersteene werd op 13 oktober 1914 door het III Corps ingenomen. Bij de Derde Slag om Ieper richtten de geallieerden in augustus 1917 er een aantal veldhospitalen (Casualty Clearing Stations of C.C.S.) in, meer bepaald het 1st, 2nd en 53rd Australian Casualty Clearing Stations. In april 1918 kwam Outersteene bij het Duitse lenteoffensief in Duitse handen, tot het in augustus door de 9th, 29th en de 31st Division weer werd heroverd. Na de oorlog werden een 900-tal gesneuvelden uit de omliggende slagvelden en uit een aantal kleinere begraafplaatsen bijgezet. Deze ontruimde begraafplaatsen waren Caëstre Road Cemetery in Kaaster, Strazeele Road Cemetery in Strazele en Vieux-Berquin Communal Cemetery Extension in Oud-Berkijn. Aanvankelijk telde de begraafplaats ook meer dan 1.100 Duitse graven die later werden overgebracht naar het Deutscher Soldatenfriedhof Steenwerck. 
Tijdens de Tweede Wereldoorlog werden nog 72 gesneuvelden (waaronder 23 niet geïdentificeerde) bijgezet. Zij sneuvelden tijdens de terugtrekking van het Britse Expeditieleger naar Duinkerke in mei 1940.
Er rusten nu 1.214 Britten, 4 Canadezen, 240 Australiërs, 2 Nieuw-Zeelanders, 1 Zuid-Afrikaan, 1 Chinees (werkzaam bij het Chinese Labour Corps) en 2 Fransen. Voor 16 doden werden Special Memorials opgericht omdat hun graven niet meer teruggevonden werden. Men neemt aan dat ze onder de naamloze graven liggen.

## Herbegravingen
In maart 2003 ontdekte een boer in de buurt van Merris skeletresten in een gemeenschappelijk graf. Onder de gevonden artefacten bevonden zich Australische penny's en Australische insignes. Daaropvolgend forensisch onderzoek stelde men vast dat het om vier slachtoffers ging waarvan er twee konden geïdentificeerd worden als: luitenant Christopher H.D. Champion en korporaal Ernest Corby, beiden dienend bij de Australian Infantry, A.I.F.. Twee jaar nadat ze werden gevonden werden de vier soldaten herbegraven op vrijdag 22 april 2005. 

## Graven

### Onderscheiden militairen
- C. Bartlett, majoor bij het Royal Sussex Regiment; Vivian Sumner Simpson, kapitein bij het York and Lancaster Regiment; Cyril Dick Carr, luitenant bij Royal Engineers; William Martin Bermingham, luitenant bij het Australian Machine Gun Corps en de onderluitenants E. McDermott (East Yorkshire Regiment), G.T.S. Rumball (Royal Fusiliers), Samuel Wilfrid Wayte (Royal Field Artillery), Bernard Bocking (Yorkshire Regiment) en John Cyprian Lott (East Lancashire Regiment) werden onderscheiden met het Military Cross (MC).
- Percival Wilfred Sturt, sergeant bij de Royal Field Artillery en E. Simpson, soldaat bij het West Yorkshire Regiment (Prince of Wales's Own) werden onderscheiden met de Distinguished Conduct Medal (DCM).
- er zijn 25 militairen die de Military Medal (MM) ontvingen. Daarbij ontving artillerist M.G. Wallis deze onderscheiding tweemaal (MM and Bar) en sergeant F.G. Boxall ook de Meritorious Service Medal (MM, MSM).

### Minderjarige militairen
- pionier H.C. Moffatt van de Canadian Railway Troops en soldaat J. Patterson van de South Wales Borderers waren 17 jaar toen ze sneuvelden.

### Alias
- soldaat David McKenzie diende onder het alias D. Summerville bij de Australian Infantry, A.I.F..